# Janusz III
Janusz III (ur. zimą 1502, zm. w nocy z 9 na 10 marca 1526) – książę mazowiecki, razem z bratem panujący w Czersku, Warszawie, Liwie, Zakroczymiu i Nurze w latach 1503–1524 (do 1518 regencja), po śmierci brata Stanisława od 1524 samodzielny władca. Był ostatnim księciem mazowieckim z dynastii Piastów.

## Dzieciństwo
Janusz III był młodszym synem księcia mazowieckiego Konrada III i wojewodzianki wileńskiej Anny Radziwiłł.
W związku ze śmiercią ojca w 1503 Janusz III wraz ze starszym bratem Stanisławem znalazł się pod opieką regencji kierowanej przez matkę Annę Radziwiłł. Początkowo wydawało się, że obaj książęta przejmą tylko ziemię czerską, do której Konrad III Rudy miał uprawnienia dziedziczne. W końcu jednak król Polski Aleksander Jagiellończyk, obawiając się protestów szlachty, zdecydował się dopuścić 14 marca 1504 obu Konradowiczów dożywotnio do całości dziedzictwa. Dziedziczną władzę książęta zachowali natomiast na Mazowszu Czerskim.

## Rządy z bratem

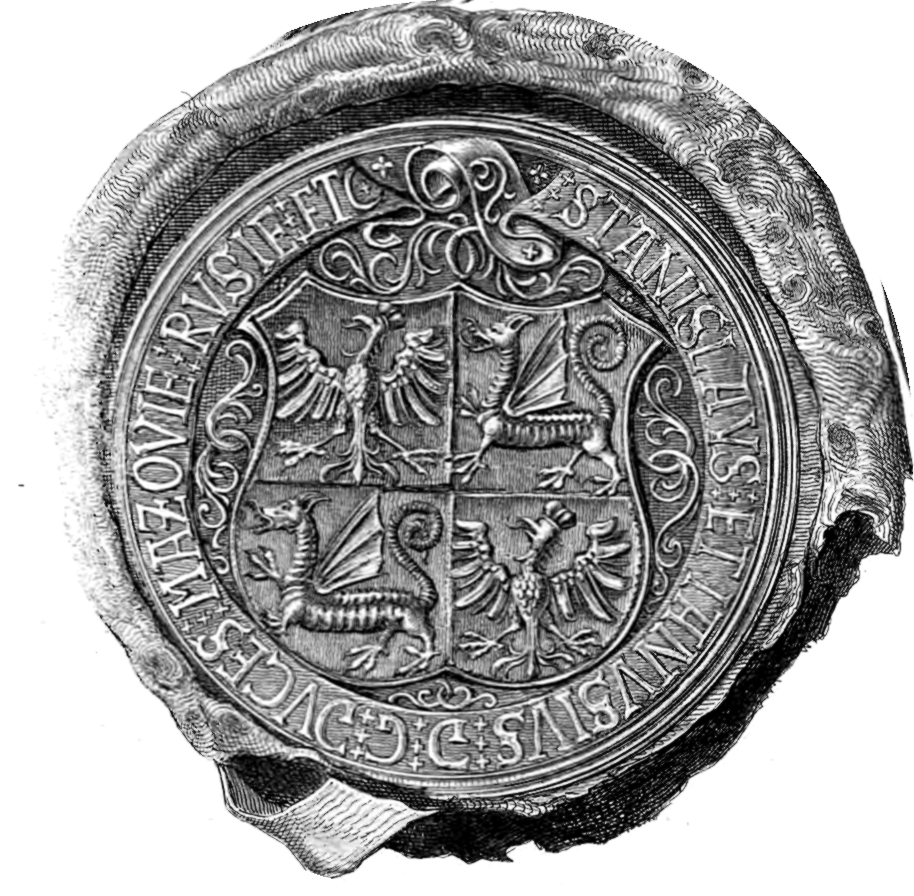
Pieczęć Janusza i Stanisława mazowieckich

Mimo wcześniejszego osiągnięcia przez Stanisława i Janusza III pełnoletniości regencja matki trwała aż do 1518 i zakończyła się dopiero w wyniku rozruchów szlachty zaniepokojonej niekończącymi się rządami księżnej wdowy. Fakt objęcia formalnych rządów przez książąt nie zmienił stosunków wewnętrznych i Anna aż do swej śmierci w marcu 1522 zachowała realną władzę.
W 1518 bracia wzięli udział w uroczystościach zaślubin w Krakowie króla Polski Zygmunta Starego z Boną Sforzą, zaś w latach 1519–1520 w wojnie Polski z zakonem krzyżackim.
Aż do śmierci brata Stanisława w 1524 Janusz nie otrzymał własnej dzielnicy, pozostając w tak zwanym niedziale. W 1525 książę Janusz III zakazał w Księstwie Mazowieckim wyznawania i rozpowszechniania luteranizmu pod groźbą kary utraty życia i majątku.

## Śmierć i podejrzenie otrucia

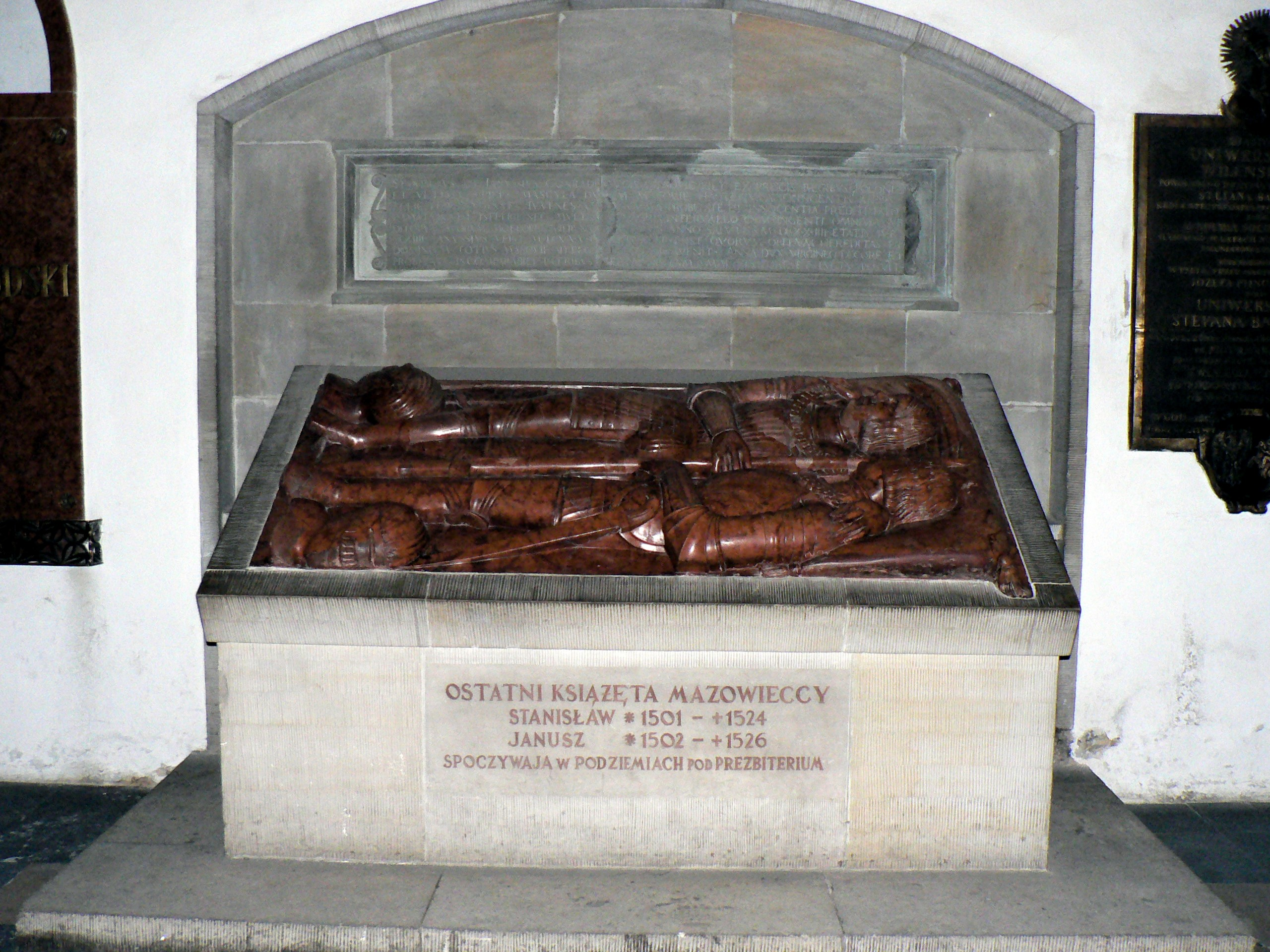
Miejsce pochówku braci w bazylice archikatedralnej św. Jana w Warszawie

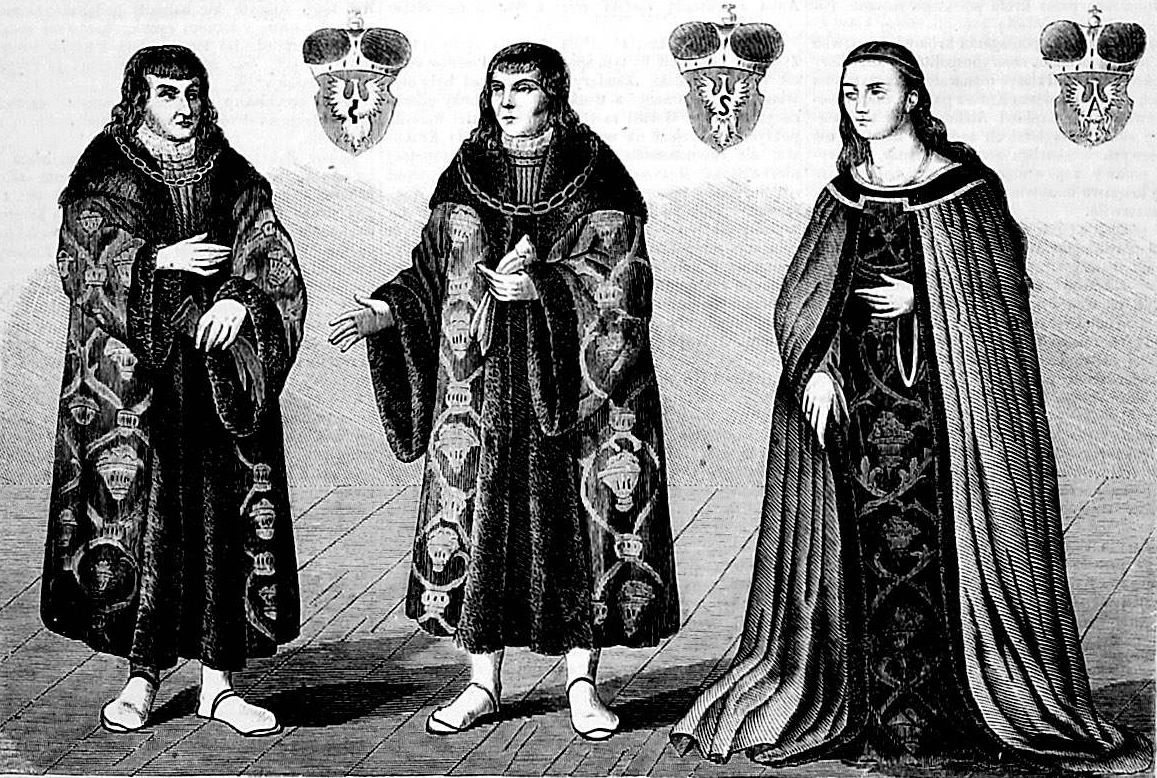
Ostatni książęta mazowieccy – Janusz, Stanisław i Anna

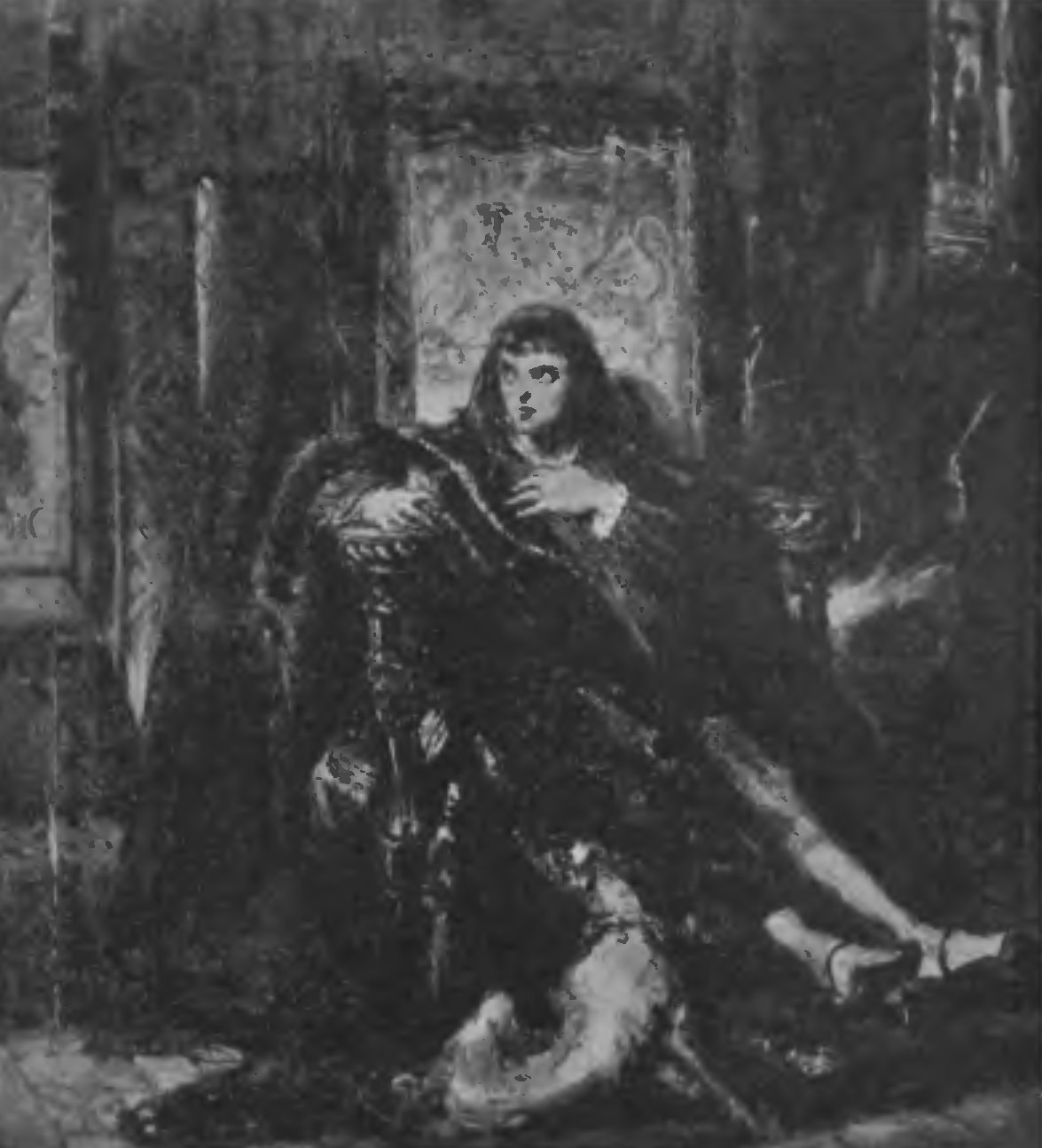
Janusz, ostatni książę Mazowsza, Jan Matejko (1879)

Śmierć 8 sierpnia 1524 brata Stanisława uczyniła Janusza III samodzielnym władcą większej części Mazowsza. Nie na długo jednak, gdyż już w nocy z 9 na 10 marca 1526 Janusz III zmarł bezpotomnie jako ostatni książę mazowiecki z rodu Piastów.
Zygmunt I Stary mógł teraz bez przeszkód inkorporować Mazowsze do Korony na mocy wcześniejszych układów. Ostatnie rozpaczliwe próby ratowania niezależności Mazowsza podjęła siostra zmarłych przedwcześnie książąt, Anna, jednak bez rezultatu. Pogrzeb ostatniego Piasta w kolegiacie św. Jana odbył się z tego powodu dopiero parę miesięcy później.
Śmierć w krótkim czasie młodych dwudziestoparoletnich książąt – Stanisława i Janusza III – wywołała podejrzenie nienaturalności ich zgonów. Wśród oskarżanych najczęściej wskazywano na wojewodziankę płocką Katarzynę Radziejowską, która była podobno nieszczęśliwie w książętach zakochana. W przypadku Janusza podejrzenia kierowano również na starostę błońskiego Piotra Jordanowskiego, który miał przy pomocy niejakiego Mrokowskiego zakupić truciznę u znanego płockiego aptekarza Jana Altensee.
Na Mazowszu oskarżenia padały coraz częściej i w końcu posypały się nawet wyroki śmierci. Ostatecznie wyjaśnieniem sprawy śmierci książąt zdecydował się zająć osobiście Zygmunt Stary, który powołał do życia specjalną komisję. 9 lutego 1528 król wydał edykt, w którym stwierdzał, że książęta nie sztuką ani sprawą ludzką, lecz z woli Pana Wszechmogącego z tego świata zeszli. Mimo to pogłoski szerzyły się dalej i coraz powszechniej zaczęto o otrucie oskarżać polską królową Bonę.
Badania genetyczne szkieletu Janusza III wykazały, że należał do haplogrupy R1b.